# FactoryCAD
FactoryCAD — программный продукт для создания детальных 3D-планировок производственных линий, цехов и заводов, а также имитационного моделирования. FactoryCAD входит в состав продуктовой линейки Tecnomatix (приложения для проектирования и оптимизации предприятий Tecnomatix Plant Design & Optimization) от компании Siemens PLM Software.

## История продукта
FactoryCAD/FactoryFLOW — семейство продуктов, которые получила UGS после приобретения компании EAI (Engineering Animation Inc.) в октябре 2000 г. FactoryCAD/FactoryFLOW были включены в линейку продуктов для технологической подготовки производства Tecnomatix. В январе 2007 г. компания UGS была приобретена концерном Siemens AG. C этого момента поставки и поддержка решений Tecnomatix осуществляются компанией Siemens PLM Software, которая вошла в состав подразделения Siemens Industry Automation Division.

## Краткое описание
Продукты FactoryCAD/FactoryFLOW входят в решение для проектирования и оптимизации предприятий Tecnomatix Plant Design & Optimization. Решение предназначено для оптимизации материальных потоков, использования ресурсов и логистики на всех уровнях: как в целом на предприятии, так и на отдельных заводах и технологических линиях.
FactoryCAD работает как надстройка и расширяет функциональность продуктов AutoCAD или AutoDesk Architectural Desktop, добавляя в них дополнительные инструменты и библиотеки «умных объектов». «Умные объекты» представляют собой параметрические модели оборудования и различных элементов цеховой инфраструктуры (колонны, антресоли, конвейеры различных типов, стеллажи, транспорт, тара и пр.) Таким образом, оператор имеет возможность автоматического формирования требуемой 3D-модели путём задания параметров типового элемента. Помимо использования стандартных библиотечных элементов продукт предоставляет функциональность для создания пользовательских параметрических объектов.
Библиотека «умных объектов» содержит большое количество детальных моделей промышленных роботов многих производителей, таких как ABB, Fanuc, Kuka, Kawasaki. Встроенная в модели прямая кинематика позволяет задать желаемое положение и конфигурацию манипулятора на планировке.
Использование FactoryCAD не исключает получение и традиционной плоской планировки. Для этого параметрические объекты могут иметь несколько представлений (как 2D, так и 3D). В этом случае способ визуализации будет зависеть от выбранного вида — один и тот же объект будет выглядеть по-разному: упрощенное плоское представление на плоском чертеже или полноценная 3D-модель для наглядного представления цеха.
Помимо построения планировки производственных помещений, важной функцией продуктов FactoryCAD/FLOW является анализ материалопотоков. Определив структуру процесса, способ транспортировки деталей, используемую тару и транспорт, для заданного плана производства можно рассчитать потребное количество транспорта, и транспортные плечи с учетом топологии проездов.
Для построения 3D-моделей объектов FactoryCAD позволяет не только использовать функциональность носителя — AutoCAD, но и импортировать готовые твердотельные 3D-модели из различных систем проектирования в форматах Parasolid, VRML и JT.

## Использование FactoryCAD
Использование FactoryCAD как инструмента для создания 3D-моделей производственных помещений даёт инженерам-планировщикам ряд преимуществ, в частности:
- большая наглядность проекта за счет использования трёхмерной модели вместо традиционной плоской планировки;
- сокращение трудоёмкости создания планировки за счет автоматического формирования геометрии объектов по заданным параметрам;
- возможность быстрого анализа характеристик планировки встроенными инструментами;
- оптимизация размещения отдельных зон с точки зрения материалопотоков с целью уменьшения потребных для производства площадей и увеличения производительности.

При необходимости более подробного моделирования производства FactoryCAD позволяет использовать интерфейс SDX для автоматизированной передачи модели в специализированный пакет моделирования. Интерфейс SDX позволяет передавать не только геометрические характеристики, но и другие параметры, необходимые для имитационного моделирования (вместимости накопителей, стоимости и пр.). Так как планировка построена по объектному принципу, становится возможным автоматическая генерация имитационной модели.
Продукт позволяет создавать собственные параметрические модели оборудования, не вошедшего в поставляемую библиотеку «умных объектов».